# Attack & Release
| Críticas profissionais | Críticas profissionais |
| Avaliações da crítica  | Avaliações da crítica  |
| Fonte                  | Avaliação              |
| ---------------------- | ---------------------- |
| allmusic               | [ 1 ]                  |

Attack & Release é o quinto álbum de estúdio da banda norte-americana The Black Keys, lançado em 1 de abril de 2008.

## Faixas
Todas as faixas escritas e compostas por Dan Auerbach e Patrick Carney, exceto "Things Ain't Like They Used to Be" por Dan Auerbach. 
| N.º | Título                              | Duração |  |
| 1.  | "All You Ever Wanted"               | 2:55    |  |
| 2.  | "I Got Mine"                        | 3:58    |  |
| 3.  | "Strange Times"                     | 3:09    |  |
| 4.  | "Psychotic Girl"                    | 4:10    |  |
| 5.  | "Lies"                              | 3:58    |  |
| 6.  | "Remember When (Lado A)"            | 3:21    |  |
| 7.  | "Remember When (Lado B)"            | 2:10    |  |
| 8.  | "Same Old Thing"                    | 3:08    |  |
| 9.  | "So He Won't Break"                 | 4:13    |  |
| 10. | "Oceans & Streams"                  | 3:25    |  |
| 11. | "Things Ain't Like They Used to Be" | 4:54    |  |

## Desempenho nas paradas musicais
| Parada musical (2008)            | Posição |
| -------------------------------- | ------- |
| Estados Unidos - Billboard 200   | 14      |
| Estados Unidos - Internet Albums | 14      |

## Créditos
- Dan Auerbach — Guitarra, vocal
- Patrick Carney — Bateria, percussão